# Джессіка Оєлово
Джессіка Вотсон, у шлюбі Оєлово (англ. Jessica Oyelowo; нар. 1978, Іпсвіч, Суффолк, Велика Британія) — англійська акторка, композиторка й кінорежисерка, відома роботою в фільмі жахів «Сонна лощина», драмі «Об'єднане королівство», телеекранізаціях літературних творів «Пані Боварі» (2000) та «Дон Кіхот» (2000).

## Життєпис
Джессіка Вотсон народилася в Іпсвічі, Велика Британія. Росла в Вудбрідж, Суффолк, де навчалася в місцевій школі. У 17 років приєдналася до Національного молодіжного музичного театру в Лондоні. Там познайомилася з актором Девідом Оєлово, з яким одружилася після закінчення Лондонської академії музичного та драматичного мистецтва. Пара виховує чотирьох дітей.

## Кар'єра
Як акторка дебютувала на телеекрані та в кіно в 1999 році, зігравши Сару в екранізації твору «Легенда сонного виярку» Вашингтона Ірвінга «Сонна лощина» Тімом Бертоном. У наступному році акторка була залучена в телеадаптаціях «Пані Боварі» та «Дон Кіхот». Після епізодичних ролей у серіалах Оєлово зіграла принцесу Маргарет у комедійному фільмі-пародії «Черчилль йде на війну!».
У 2009 Оєлово виступила режисеркою й композиторкою короткометражного фільму «Великий хлопчик». Наступного року вона з'явилася в стрічці режисера Тіма Бертона «Аліса в Країні Чудес». У кримінальному трилері «Заручник», біографічних драмах «Ніна» та «Об'єднане королівство» акторка знімалась разом із чоловіком.

## Фільмографія
| Рік  |    | Українська назва          | Оригінальна назва              | Роль              |
| ---- | -- | ------------------------- | ------------------------------ | ----------------- |
| 1999 | с  | Форс-мажори               | Unfinished Business            | Флора             |
| 1999 | с  | Люди як ми                | People Like Us                 | Емма              |
| 1999 | ф  | Сонна лощина              | Sleepy Hollow                  | Сара              |
| 2000 | тф | Пані Боварі               | Madame Bovary                  | Фелісіта          |
| 2000 | с  | Дотягнутися до Місяця     | Reach for the Moon             | Клер Джонс        |
| 2000 | тф | Дон Кіхот                 | Don Quixote                    | служниця          |
| 2000 | тф | Погляд                    | The Sight                      | Ізобель           |
| 2001 | с  | Лі Еванс: Ну той що далі? | Lee Evans: So What Now?        |                   |
| 2002 | с  | Гелен Вест                | Helen West                     | Роуз Дарві        |
| 2003 | тф | Справа                    | The Deal                       | майстриня макіяжу |
| 2004 | с  | Відьма                    | Hex                            | Рейчал МакБейн    |
| 2004 | ф  | Черчилль йде на війну!    | Churchill: The Hollywood Years | принцеса Маргарет |
| 2005 | кф | Це хлопчик!               | It's a Boy!                    | Мері              |
| 2006 | с  |                           | Mayo                           | Алекс Джонс       |
| 2007 | с  | Закон Мерфі               | Murphy's Law                   | Джекі Коул        |
| 2008 | тф | Невіддільні               | Inseparable                    | Камілла           |
| 2009 | кф | Великий хлопчик           | Big Guy                        | ведмідь           |
| 2010 | ф  | Аліса в Країні Чудес      | Alice in Wonderland            | жінка             |
| 2011 | с  | Без координат             | Off the Map                    | Хлоя              |
| 2011 | кф | Рахав                     | Rahab                          | Рахав             |
| 2012 | с  | Дитяча лікарня            | Childrens Hospital             | мама              |
| 2015 | ф  | Заручник                  | Captive                        | Мередіт МакКензі  |
| 2016 | ф  | Ніна                      | Nina                           | медсестра         |
| 2016 | ф  | Об'єднане королівство     | A United Kingdom               | Лілі Каннінг      |